# LongRun
LongRun — энергосберегающая технология для микропроцессоров, разработанная компанией Transmeta и впервые использована в 2000 году. LongRun2 является усовершенствованной версией своего предшественника и впервые появилась в 2003 году.
Технология LongRun была направлена прежде всего на агрессивное снижение тактовой частоты и напряжения, подаваемых на процессор, для уменьшения потребляемой мощности. LongRun2 был спроектирован по этой же концепции и был направлен на качественные улучшения предшественника.
В LongRun2, по сравнению с предшественником, был использован новый подход к динамической настройке пороговых значений напряжения. Динамическая настройка предназначена для остановки утечки из транзисторов микропроцессора, которые не учитывались при производстве чипа.

## История и лицензирование
Впервые технология LongRun была представлена в процессорах семейства Crusoe в 2000 году.
14 октября 2003 года Transmeta анонсировала свой процессор Efficeon, а вместе с ним и вторую версию LongRun — LongRun2, которая в нём использовалась.
В 2003-2004 годах Transmeta объявила о реструктуризации своего бизнеса, суть которого заключается в переходе от выпуска процессоров к торговле своей интеллектуальной собственностью. Лицензии на LongRun2 были проданы компаниям NEC и Fujitsu.
25 января 2005 года корпорация Sony лицензировала LongRun2 для использования в своих продуктах, прежде всего в процессорах Cell, предназначенных для игровых консолей PlayStation 3.
7 августа 2008 года лицензии на LongRun и LongRun2 были проданы американской компании nVidia через единоразовую выплату $25 млн.
В сентябре 2009 года компания Transmeta и технологии LongRun были выставлены на продажу.

## Внешние ссылки
- CS433 Prof. Luddy Harrison. TransmetaCrusoe (англ.) (PDF). University of Illinois (2005). Дата обращения: 1 сентября 2011. Архивировано из оригинала 25 февраля 2012 года.
- Tom Krazit. Transmeta Plans for the LongRun (англ.). PC World[англ.] (23 августа 2004). Дата обращения: 1 сентября 2011. Архивировано из оригинала 25 февраля 2012 года.
- Wolfgang Gruener. Transmeta to finally see licensing revenues (англ.). TG Daily (5 июля 2007). Дата обращения: 1 сентября 2011. Архивировано из оригинала 25 февраля 2012 года.